# Peter Flyvholm
Peter Flyvholm (født 11. december 1972) er en dansk skuespiller.
Flyvholm er uddannet fra Statens Teaterskole i 1998. Han har siden haft roller på bl.a. Det Danske Teater, Det Kongelige Teater, Grønnegårdsteatret og var 2002-2005 fast tilknyttet Aalborg Teater. Senere var han ensembleskuespiller på Aarhus Teater 2005-2012 hvor han bl.a. spillede titelrollen Don Carlos i Don Carlos samt Tartuffe i Tartuffe.
Fra 2012 blev han freelancer i Kbh og medvirker bl.a. i filmen/TV serien 1864 af Ole Bornedal og har medvirket i adskillige teater produktioner bl.a. på Café Teatret 2013 med Point Omega, Tue Biering 2014 Blumenbach Instituttet og Eventministeriet Hvem myrdede Regitze Rio?.
Ligenu arbejder han på eget projekt Klange fra et lavt selvværd Caféteatret 2014.

## Filmografi
- "1864" (2014)
- "Tarok" (2013)
- "Mothlands" (2013)
- Kærestesorger (2008)
- "Hvad man kan hitte på" (2005)

### Tv-serier
- "Broen 2" (2013)
- Ved Stillebækken (1999)
- Rejseholdet (2000-2003)
- Edderkoppen (2000)